# Igła chirurgiczna

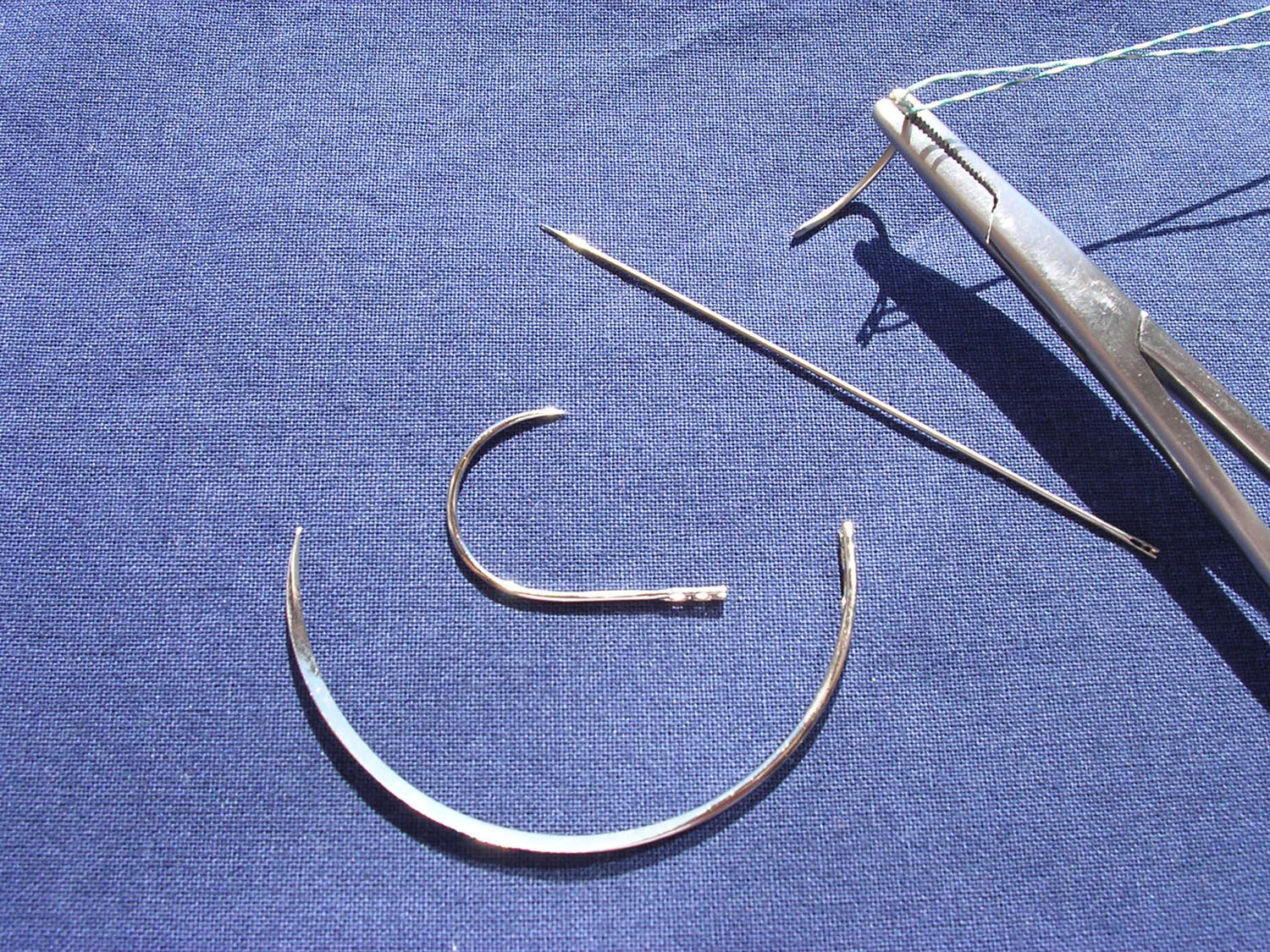
Igły chirurgiczne

Igła chirurgiczna – narzędzie chirurgiczne służące do łączenia tkanek przy pomocy nici chirurgicznych, połączenia takie noszą nazwę szwów.
Zazwyczaj igły chirurgiczne są wygięte w kształt łuku - wycinka okręgu (np. 1/2, 3/8, 1/4, 5/8 okręgu), choć ich kształt może być prosty (taką igłą szyjemy ręcznie), istnieją też igły typu "łyżwa" lub igły typu "J". Różnice występują także w wielkości i przekroju, zależnie od tkanki łączonej za pomocą szwów. 
Łączenie igły z nicią chirurgiczną odbywało się niegdyś poprzez uszko bądź automatyczny zatrzask, w który wkłada się nić (niekiedy spotykamy taką metodę do dziś, choć należy to już do rzadkości).
Igły do szycia skóry są w przekroju trójkątne, niezbyt zagięte i zazwyczaj stosunkowo duże (choć zdarzają się wyjątki). Igły do szycia narządów wewnętrznych mają najczęściej przekrój kolisty i są mniejsze, a także bardziej zagięte, a nawet w kształcie półkola.
Igła atraumatyczna to specjalny rodzaj igły chirurgicznej, bardzo cienki, półkolisty i o przekroju okrągłym. Szew taki wytwarza w tkance kanał szerokości samej igły (szew nawlekany natomiast o szerokości igły i podwójnej szerokości nici). Często nić chirurgiczna jest na stałe wtopiona w końcówkę takiej igły, dla ograniczenia urazów zadawanych podczas szycia. Ten rodzaj igły jest stosowany w chirurgii naczyniowej i plastycznej, gdzie szczególnego znaczenia nabiera jak najmniejsze naruszanie struktury tkanek.
Do szycia chirurgicznego używamy imadła chirurgicznego (zwanego igłotrzymaczem) - najczęściej dwóch typów: Hegara i Mathieu oraz pęsety chirurgicznej (z ząbkami) do przytrzymywania tkanek (np. skóry).
Igły chirurgicznej nie należy mylić z innym instrumentem medycznym, igłą do iniekcji.
Wyróżniamy różne rodzaje igieł (zależnie od kształtu przekroju):
- Igła kłująca
- Igła tnąca
- Igła Prime
- Igła Trokar
- Igła CC - ("Coronary Calcified") - stosowane w chirurgii naczyniowej i kardiochirurgii z mikroostrzem tnącym, przeznaczone do szycia zwapniałych tkanek, z łatwością penetrują blaszkę miażdżycową, o twardości porównywalnej z zębem lub kością, nie odrywając jej od ściany naczynia, a tym samym minimalizując ryzyko groźnego powikłania, jakim jest zator
- Igła Tapercut - stosowana do tkanek zbitych, twardych
- Igła VB ("VisiBlack") - to igły naczyniowe, posiadają czarne oksydowanie, dzięki czemu nie dają odblasków od lamp operacyjnych i są widoczne w krwawym polu operacyjnym - cecha bardzo ceniona[przez kogo?] przy wielogodzinnych zabiegach kardiochirurgicznych i transplantologicznych
- Igła JB ("Jurgena Brennera") - używana do zespoleń przewodu pokarmowego, zaopatrzona jest w zakończenie w formie szpatułki, łagodnie rozwarstwiającej delikatne tkanki
- i wiele innych.